# Hrabstwo Greenlee

Piramida wieku hrabstwa

Hrabstwo Greenlee – hrabstwo w USA w południowo-wschodniej części stanu Arizona. W roku 2010 liczba mieszkańców wyniosła 8 437. Stolicą jest Clifton.

## Historia
Powstało 10 marca 1909 roku poprzez sececję z Graham. Nazwane na cześć Masona (Masina) Greenlee, jednego z wczesnych osadników w okolicach Clifton. Jest czternastym z kolei hrabstwem Arizony. Stolicą zawsze było Clifton.

## Geografia
Całkowita powierzchnia wynosi 4787 km² z czego 4 km² (0.08%) stanowi woda.

### Miejscowości
- Duncan
- Clifton

### CDP
- Morenci
- Franklin
- York

### Sąsiednie hrabstwa
- hrabstwo Cochise – południe
- hrabstwo Graham – zachód
- hrabstwo Apache – północ
- hrabstwo Catron w Nowym Meksyku – wschód
- hrabstwo Grant w Nowym Meksyku – wschód
- hrabstwo Hidalgo w Nowym Meksyku – południowy wschód